# Aglaia (Tochter des Mantineus)
Aglaia (altgriechisch Ἀγλαΐα Aglaḯa, deutsch ‚Glanz, Pracht‘) ist in der griechischen Mythologie eine Tochter des Mantineus.
Sie heiratete König Abas von Argos, gemeinsam hatten sie die Zwillinge Proitos und Akrisios.